# Kostel svatého Václava (Bělá pod Bezdězem)
Kostel svatého Václava v Bělé pod Bezdězem je barokní klášterní kostel, do dnešní podoby přestavěný na počátku 18. století. Orientovaný kostel je součástí augustiniánského kláštera náležícího do římskokatolické farnosti Bělá pod Bezdězem mladoboleslavského vikariátu. Areál kláštera spolu s kostelem je chráněn jako kulturní památka.

## Historie

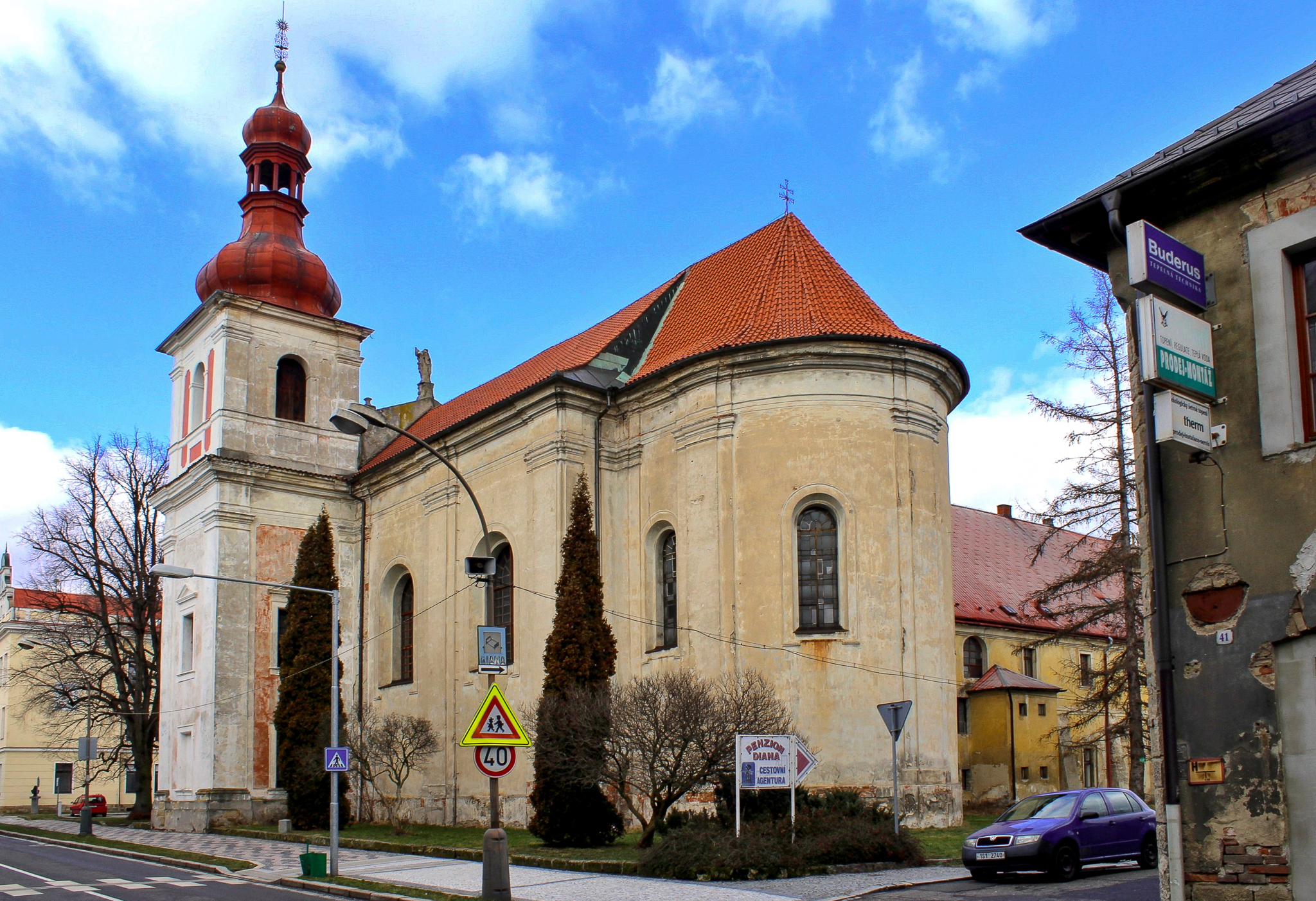
Kostel sv. Václava od jihovýchodu

Kostel byl vybudován ve 14. století z iniciativy majitele bělského panství Hynka Berky z Dubé jako součást areálu místního augustiniánského kláštera. Za husitských válek byl klášter vypálen a řeholníci dle některých pramenů vyvražděni. K částečné obnově řeholního života došlo ve 40. letech 15. století, ve století 16. však konvent zcela zanikl. Obnoven byl až v roce 1633 Albrechtem z Valdštejna, jeho plány však překazila násilná smrt, neboť panství přešlo pod správu královské komory. V roce 1644 je nabyl František z Carretto-Millesima a v letech 1650-1659 došlo k barokní přestavbě klášterních budov. Od roku 1678 je objekt znovu v rukou Valdštejnů, konkrétně Arnošta Josefa, který nechal vystavět východní křídlo klášter a za Františka Josefa po roce 1709 nechal zcela přestavět také kostel. Na svátek sv. Václava roku 1712 byl nový kostel slavnostně vysvěcen královéhradeckým biskupem Janem Adamem Vratislavem z Mitrovic.

Konventní kostel byl vybudován jako úplná novostavba v letech 1708–1712 Giuseppem Abondiem. Slavnost položení základního kamene se konala 8. května 1709. Dokončený kostel byl vysvěcen 28. září 1712 královéhradeckým biskupem Janem Adamem Vratislavem z Mitrovic. V roce 1950 byl klášter násilně zrušen.

## Architektura

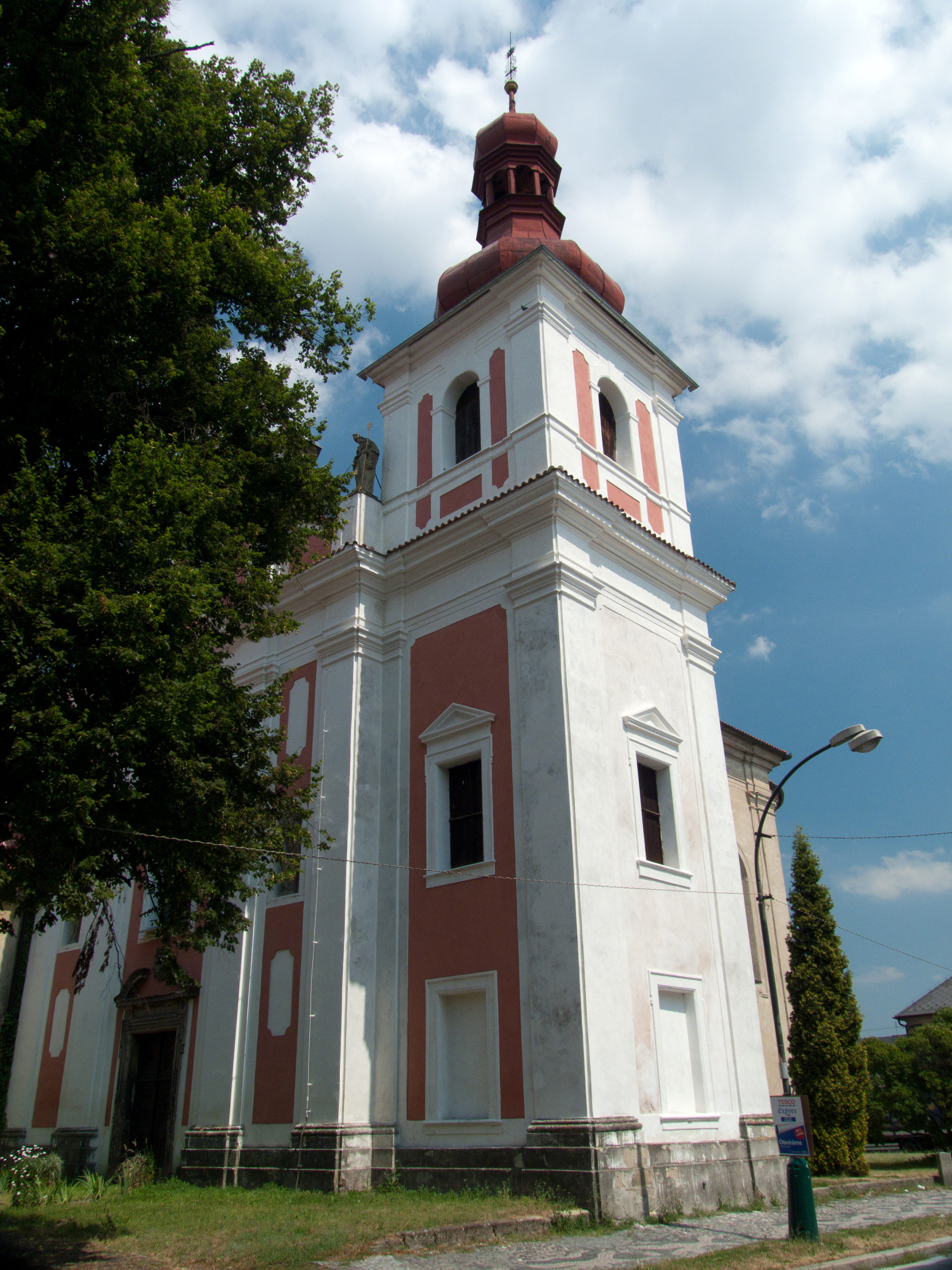
Věž kostela od západu

### Kostel
Klášterní kostel je obdélná stavba se zúženým, půlkruhově uzavřeným presbytářem. V průčelí kostela jsou v nikách sochy augustiniánských řádových světců – Mikuláše Tolentinského a Jana Sahagunského. Ve štítě je umístěna socha sv. Augustina a po stranách sochy sv. Gelasia a sv. Tomáše z Villanovy.
Interiér kostela je sklenut valenou klenbou s lunetami. Na klenutí jsou symbolické malby, odkryté v roce 1949 péčí tehdejšího administrátora kláštera, P. Víta Marečka.

#### Zařízení kostela

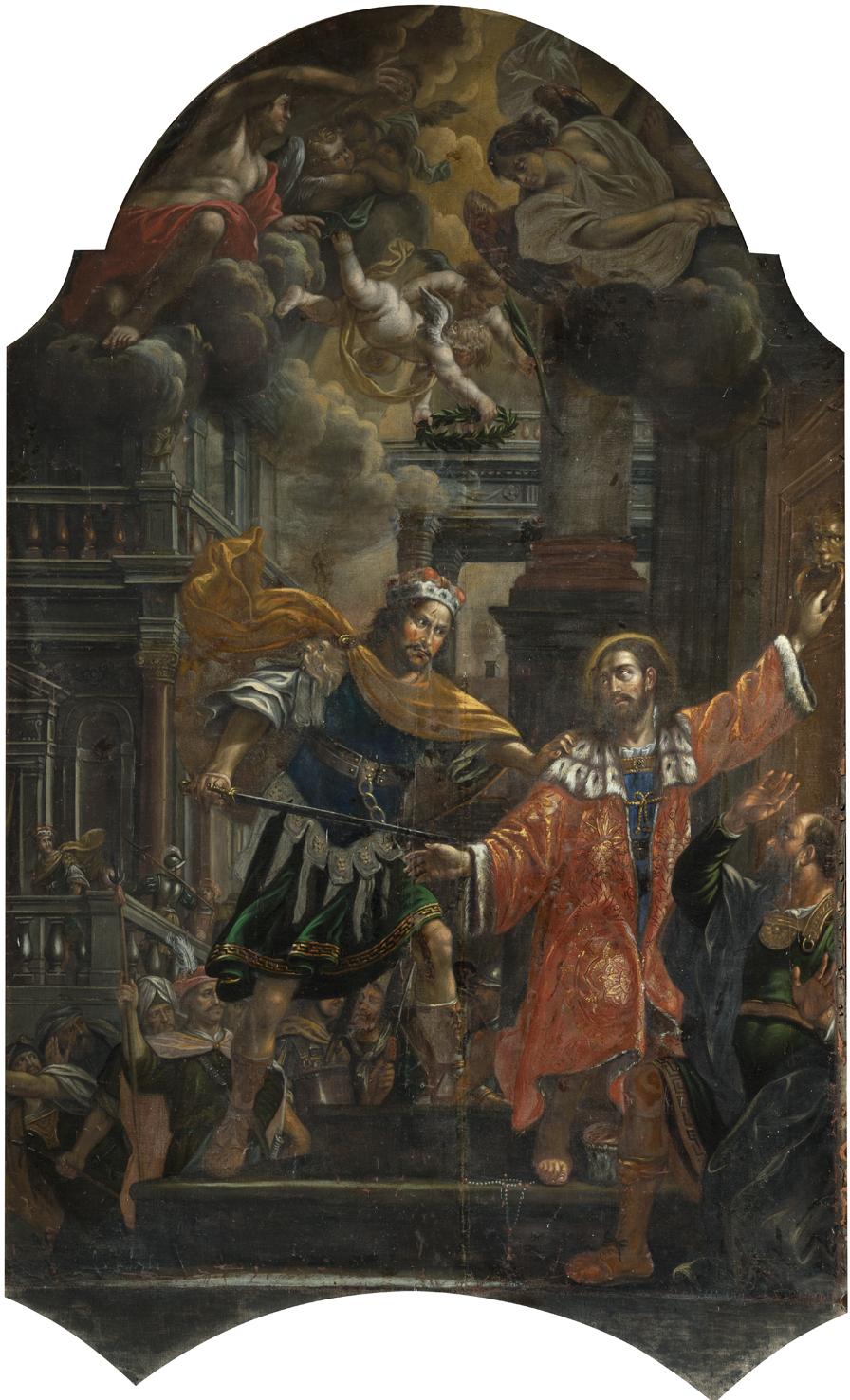
Antonín Stevens, Mučednictví sv. Václava z roku 1666

Inventář kostela pochází z velké části ze 40. let 18. století. Výjimku tvoří monumentální obraz Mučednická smrt sv. Václava od Antonína Stevense z roku 1665, umístěný na hlavním oltáři vytvořeném až v 18. století. Dále se zde nacházejí dva boční oltáře Panny Marie Potěšující a sv. Augustina. V sakristii stojí raně barokní oltář (datovaný 1666) se Stevensovým obrazem Zvěstování Panně Marii, namalovaným podle proslulého obrazu rudolfínského malíře Hanse von Aachen z jezuitského kostela Nejsvětějšího Salvátora na Starém Městě pražském (dnes v Národní galerii v Praze). V roce 1781 byl doplněn ještě oltář Kristova Ukřižování, který zhotovil augustiniánský bratr laik Felix Hörle ve spolupráci s Janem Hájkem z Mnichova Hradiště. Na oltáři se rovněž nachází kopie sošky Pražského Jezulátka.

#### Varhany
Na kruchtě se nacházejí dvoumanuálové varhany z roku 1763, pořízené na náklady tehdejšího převora bělského konventu, P. Isidora Vejricha. Varhany zhotovil cvikovský varhanář Jan Rusch, varhanní skříně jsou dílem již zmíněného Jana Hájka. Opravovány byly pražským varhanářem Josefem Hubičkou v roce 1905. Při západní zdi kruchty za varhanami se nacházejí chórové lavice, používané kdysi místními augustiniány při modlitbě breviáře.

### Věž kostela
Kostelní věž se nachází v jihozápadním nároží stavby. Původně v ní byly čtyři zvony, z nichž se dodnes dochoval jen jediný, datovaný rokem 1548 s reliéfem Panny Marie a erbem Berků z Dubé.

### Kaple při kostele
V podvěží se nachází malá plochostropá kaple, zasvěcená sv. Janu Nepomuckému.
Z podkruchtí kostela je přístupná kaple sv. Mikuláše Tolentinského (tzv. Černá kaple), která spojuje kostel s prostorami kláštera. Na jejích stěnách je unikátní malířská výzdoba s eschatologickou tematikou. Tyto malby byly v pozdějších letech zabíleny. Opětovného odkrytí se dočkaly až při již zmíněné renovaci v roce 1949.